# Windegghütte
Die Windegghütte ist eine Berghütte des Schweizer Alpen-Clubs (SAC), Sektion Bern, im Kanton Bern (Schweiz).
Sie steht im Trifttal oberhalb der Sustenpassroute auf 1887 m, in aussichtsreicher Lage und in der Nähe des Triftgletschers.

## Geschichte
Die erste Windegghütte wurde im Jahre 1891 erbaut und war eine Ein-Raum-Hütte mit 12 Schlafplätzen und Holzkochherd für Selbstversorger. Sie diente vor allem als Jagdhütte. 1910 wurde sie vom SAC erworben und 1925 von ihrem bisherigen Standort, einer schneereichen Mulde, an ihren jetzigen Standort am Weg zur Trifthütte verlegt. Nach der Verlegung war sie für 10 Personen ausgelegt. Im Jahr 1986 wurde eine neue Haupthütte nach baubiologischen Grundsätzen mit 36 Schlafplätzen gebaut, die im Sommer 1987 eingeweiht wurde.
Im Winter 1998/99 hielt die alte Hütte den Schneemassen nicht mehr stand. Sie wurde 2001 durch eine neue kleine Hütte ersetzt.
Der Übergang zur Trifthütte führt unterhalb der Windegghütte über die Triftbrücke (Variante 3 des Zustiegs zur Windegghütte).

## Zustiege
- ab Unteri Trift (Bergstation Triftbahn): Bei der Postautohaltestelle Chäppeli bei Nessental an der Sustenpassstrasse befindet sich die Talstation der Triftbahn (Kabine mit 8 Plätzen; Wartezeiten an Wochenenden; Saison: Mitte Juni – Mitte Oktober). Mit dieser gelangt man in die Underi Trift.
  - Variante 1 (steiler Hüttenweg; 1 ½ Stunden): Underi Trift – Bosslis Stein: Weg rechts
  - Variante 2 (Familienweg; 1 ½ Stunden): Underi Trift – Bosslis Stein: Weg links
  - Variante 3 (2 Stunden): Underi Trift – Bosslis Stein: Weg links – Hängeseilbrücke Triftbrücke (muss nur für die Trifthütte überquert werden) – Kettenweg (Schwierigkeitsgrad: Kettenweg T3)

- ab Postautohaltestelle Fuhren an der Sustenpassstrasse (ohne Triftbahn):
  - Chäppeli – Erggeli – Underi Trift: 3 Stunden, Schwierigkeitsgrad T2, Sommerzugang
  - Furen – Schaftellauiwald – Underi Trift: 3 ½ Stunden, Schwierigkeitsgrad T2

## Touren
Die Windegghütte ist Ausgangspunkt für zahlreiche Hütten-, Kletter- und Ski-Touren. Ein Klettergarten befindet sich in Hüttennähe.
- Mährenhorn 2922 m, 4 Stunden, T4
- Kleines Windegghorn 2456 m, Klettertour

Übergänge:
- Furtwangsattel – Guttannen, 5 Stunden, T2
- Steinlimi – Steingletscher
- Tierberglihütte SAC: Zwischen Tierbergen – Tierberglücke – Tierberglihütte
- Trifthütte SAC: Triftgletscher – Trifthütte, 3 ½ Stunden, T5

## Galerie

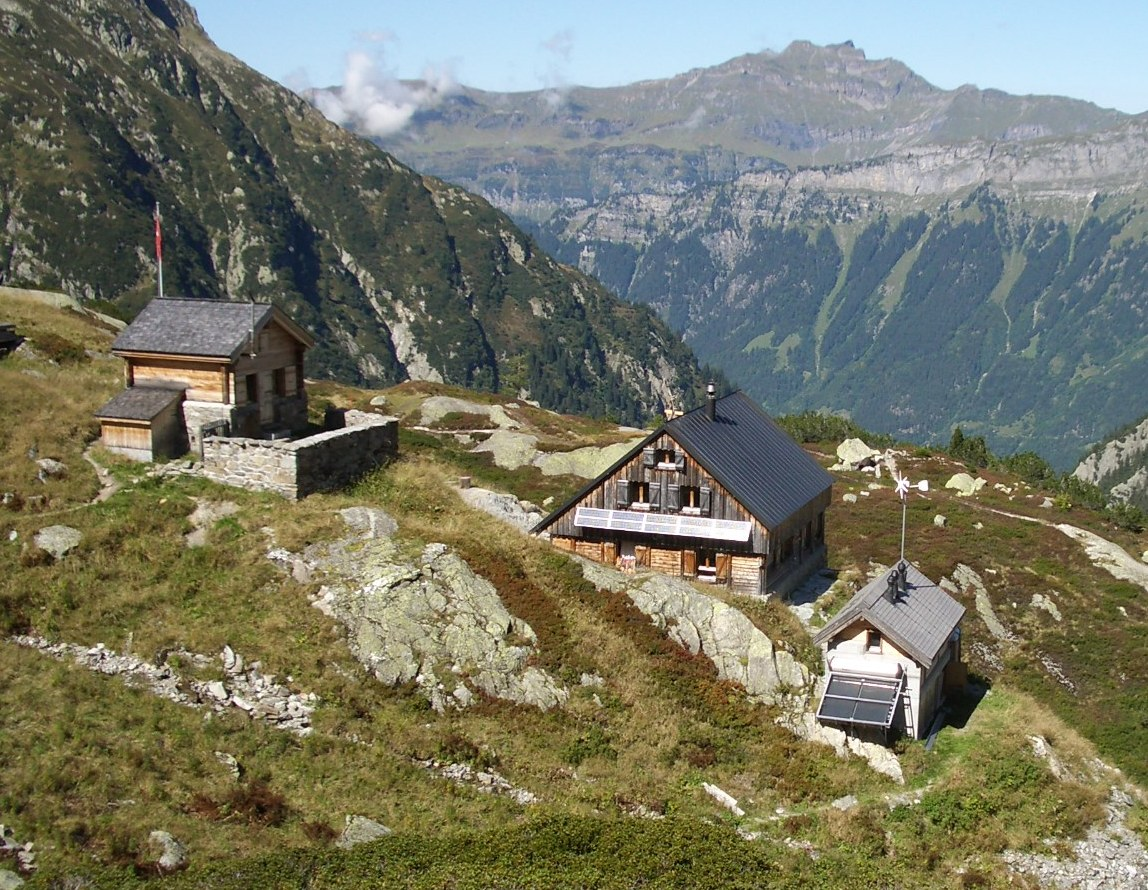
Windegghütten
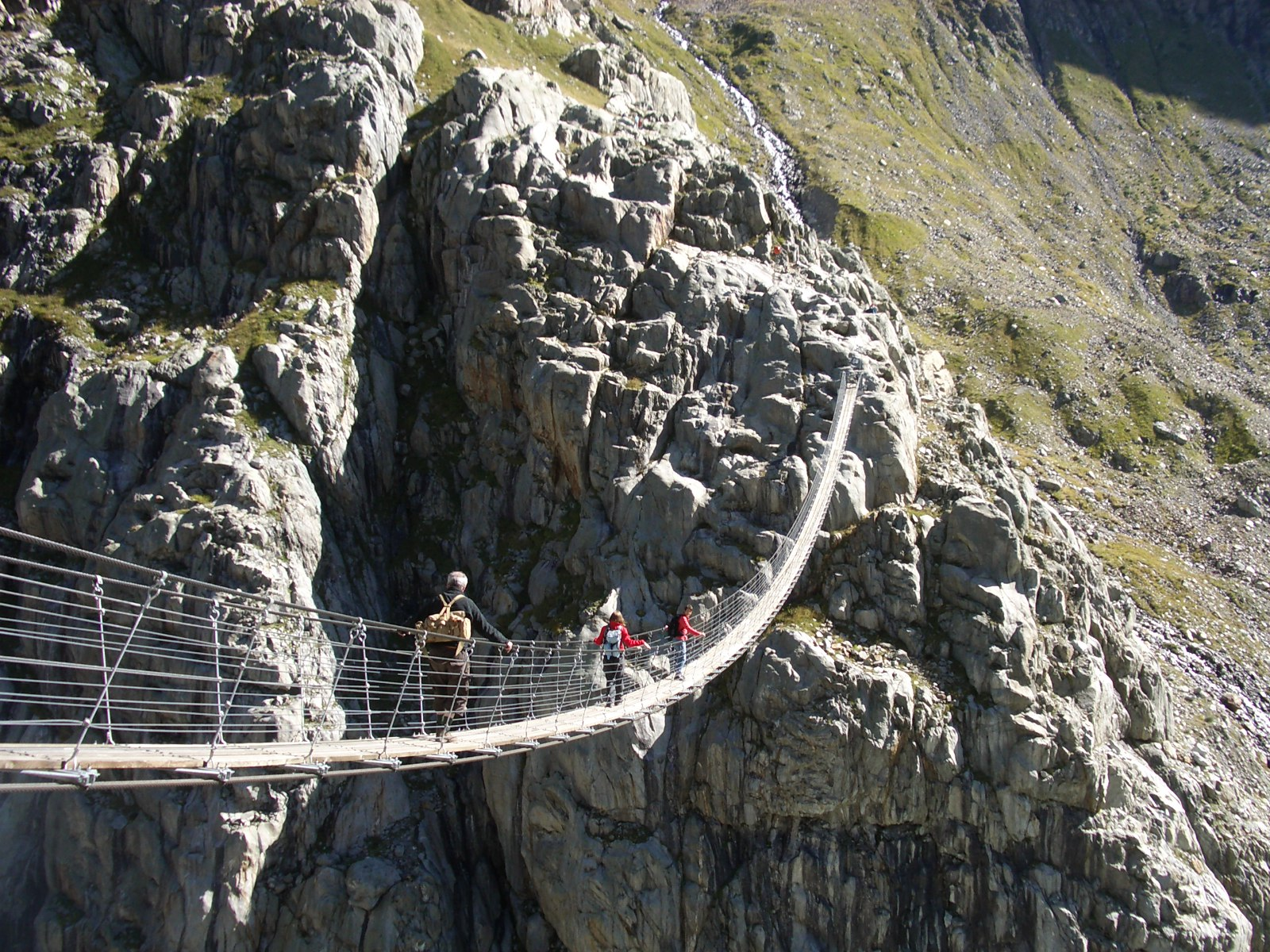
Alte Trift-Hängeseilbrücke von 2004
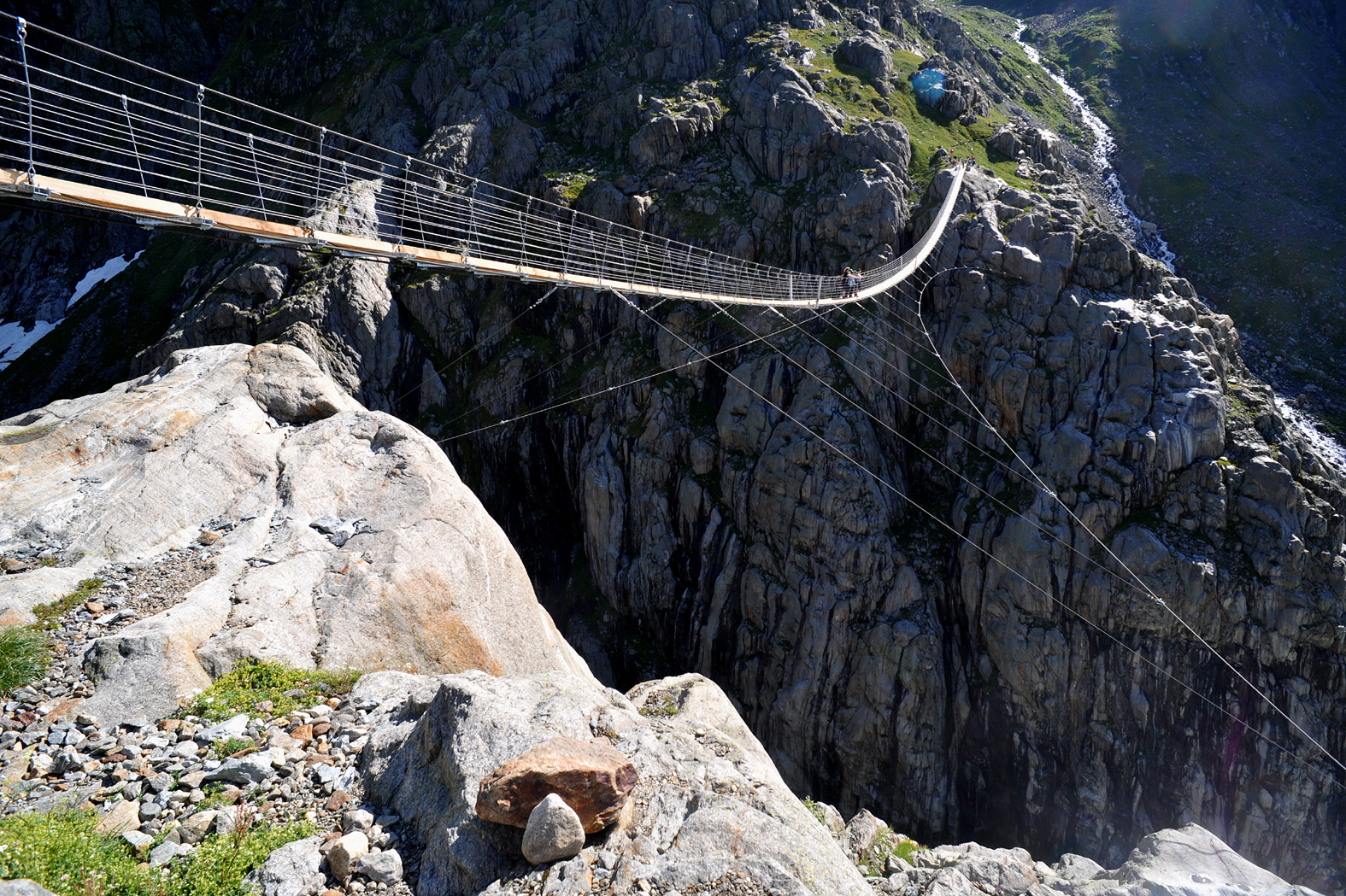
Neue Trift-Hängeseilbrücke von 2009
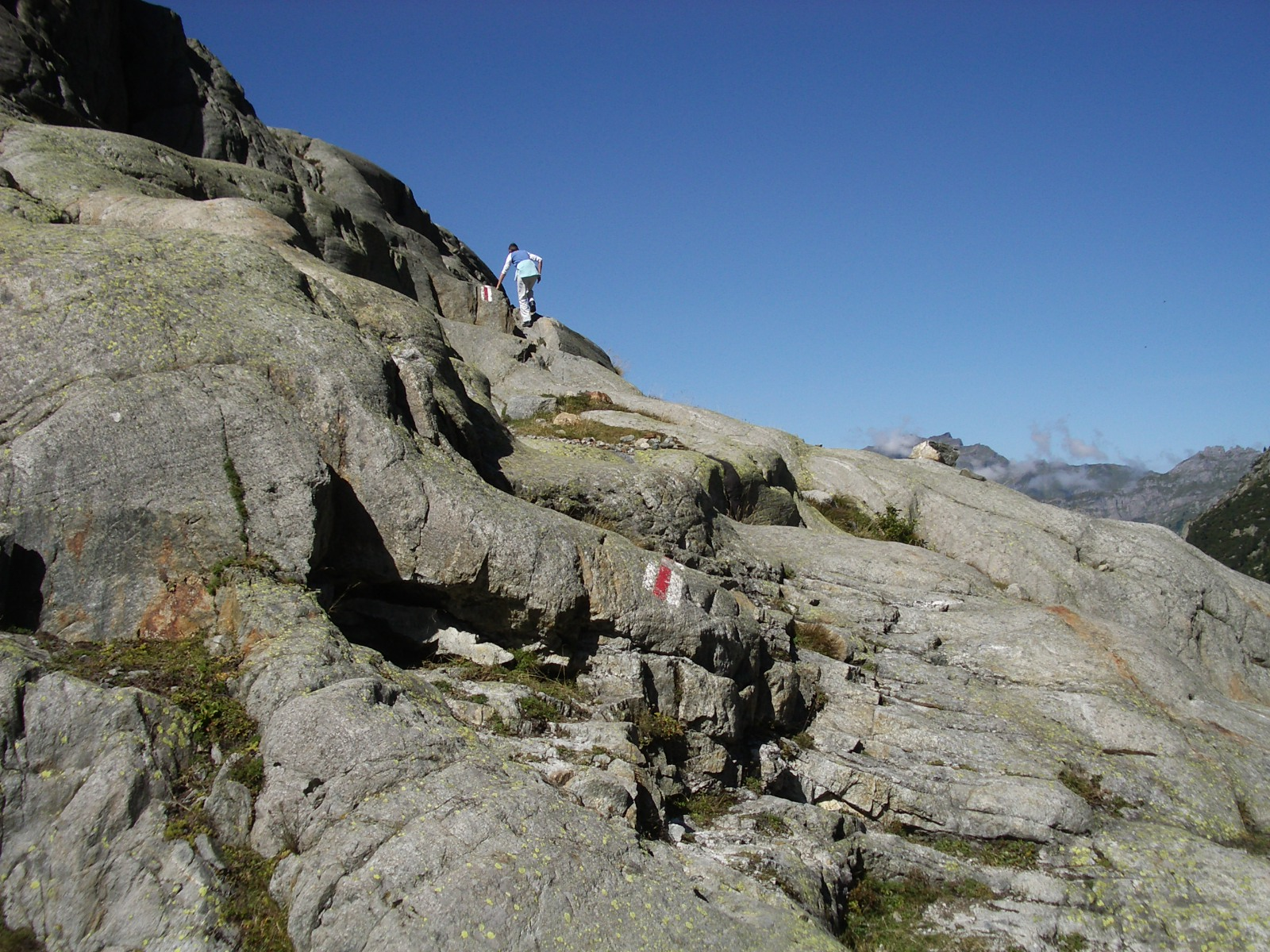
Kettenweg von der Hängeseilbrücke zur Windegghütte
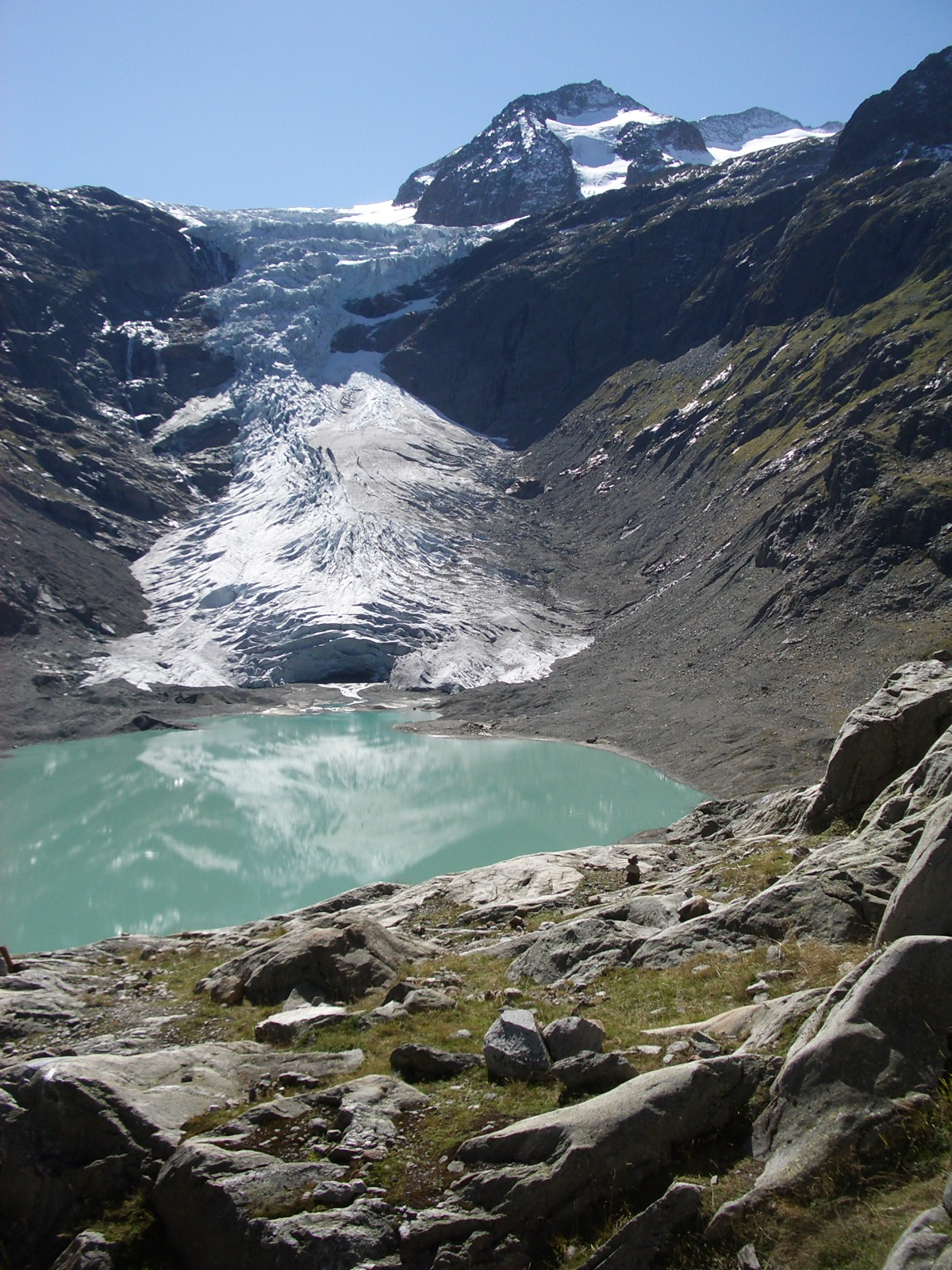
Triftgletscher im September 2007